# كمال الدوخ
كمال الدوخ سياسي تونسي، شغل منصب وزير التجهيز والإسكان والبنية التحتية بحكومة هشام المشيشي. وهو عضو بمكتب المهندس المحكم.
شغل كمال الدوخ عدة مناصب منها:
- مدير عام مساعد بشركة تونس الطرقات السيارة.
- مدير عام التهيئة الترابية.